# Clothoda nobilis
Clothoda nobilis är en insektsart som först beskrevs av Gerstaecker 1888.  Clothoda nobilis ingår i släktet Clothoda och familjen Clothodidae. Inga underarter finns listade i Catalogue of Life.